# Observatorul Palomar

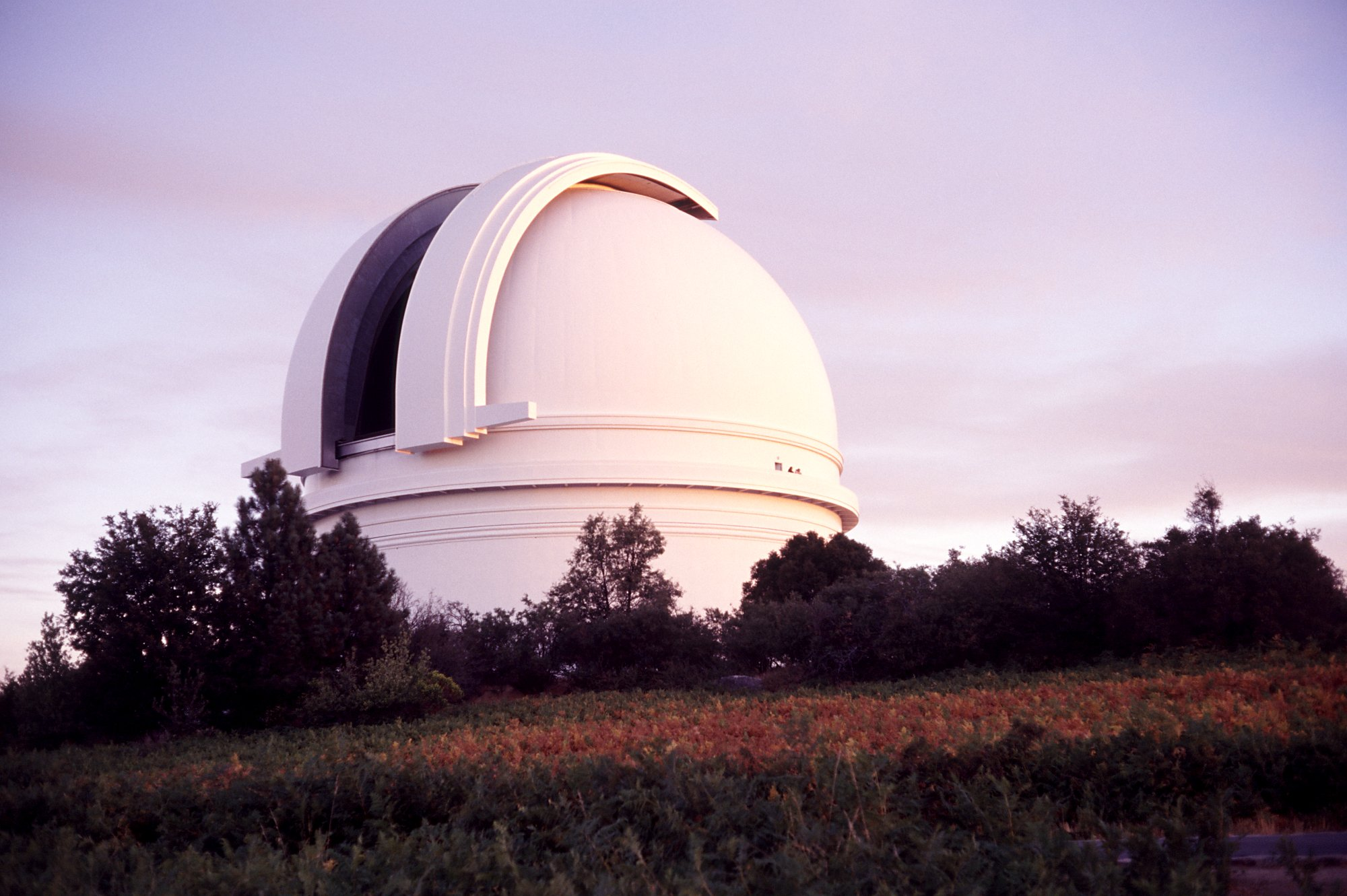
Domul telescopului Hale de la Observatorul Palomar

Observatorul Palomar este un observator astronomic privat aflat în comitatul San Diego, California, la 140 km  sud-est de Observatorul Muntele Wilson din Pasadena, în Munții Palomar. Aflat la aproximativ 1.712 m altitudine, este deținut și administrat de California Institute of Technology. Timpul de cercetare este folosit de Caltech și de partenerii săi, printre care se numără Jet Propulsion Laboratory și Universitatea Cornell. Observatorul constă din trei telescoape mari: telescopul Hale de 5,1 m, telescopul Samuel Oschin de 1,2 m și un telescop cu reflexie de 1,5 m. În plus, aici se află interferometrul Palomar și alte instrumente. Primul telescop de la Palomar, telescopul Schmidt de 460 mm, nu mai este operațional.

## Directori
- Ira Sprague Bowen, 1948–1964
- Horace Welcome Babcock, 1964–1978
- Maarten Schmidt, 1978–1980
- Gerry Neugebauer, 1980–1994
- James Westphal, 1994–1997
- Wallace Leslie William Sargent, 1997–2000
- Richard Ellis, 2000–2006
- Shrinivas Kulkarni, 2006–2018
- Jonas Zmuidzinas, 2018-prezent

## Galerie de imagini

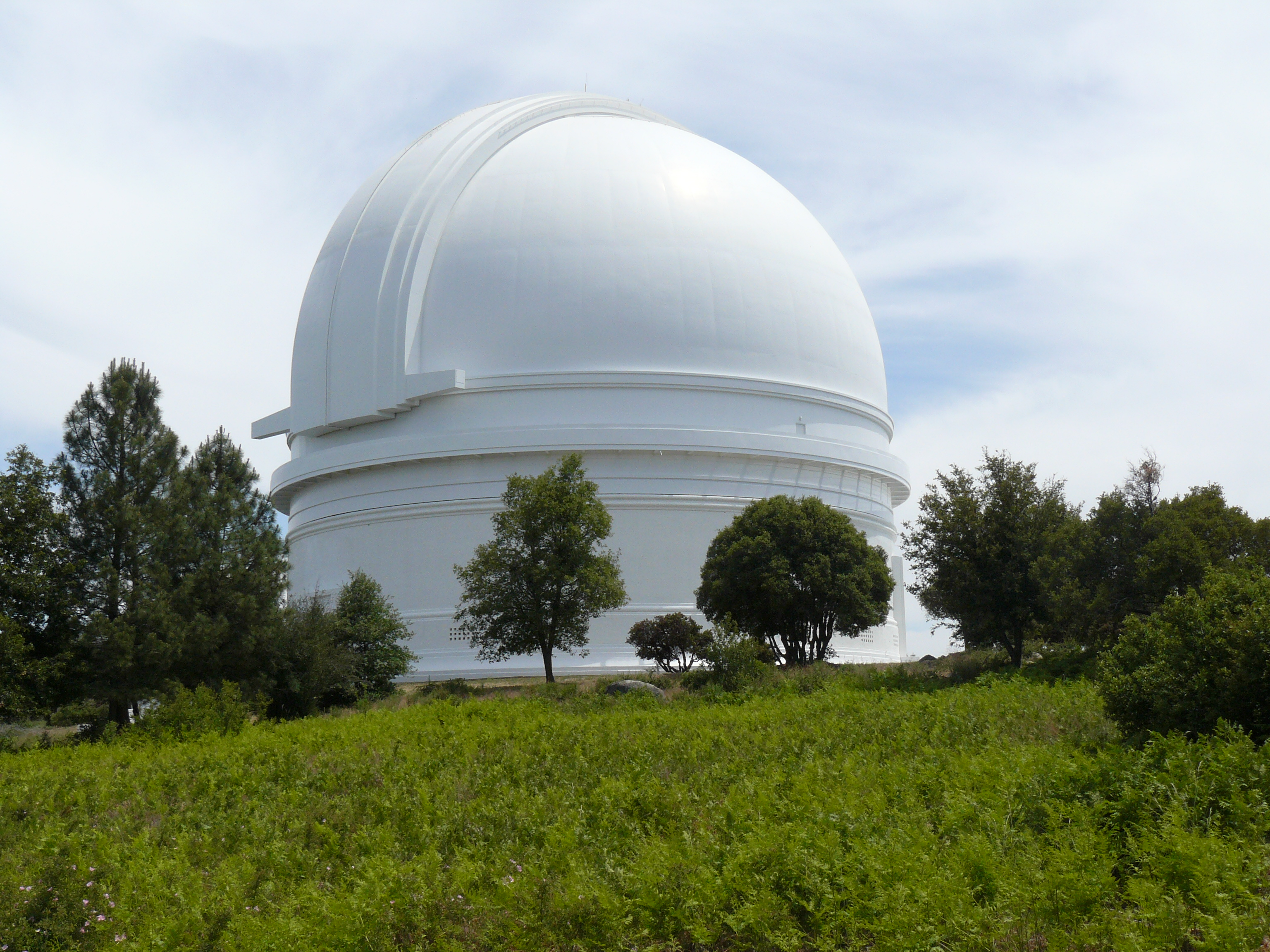
Cupola telescopului Hale
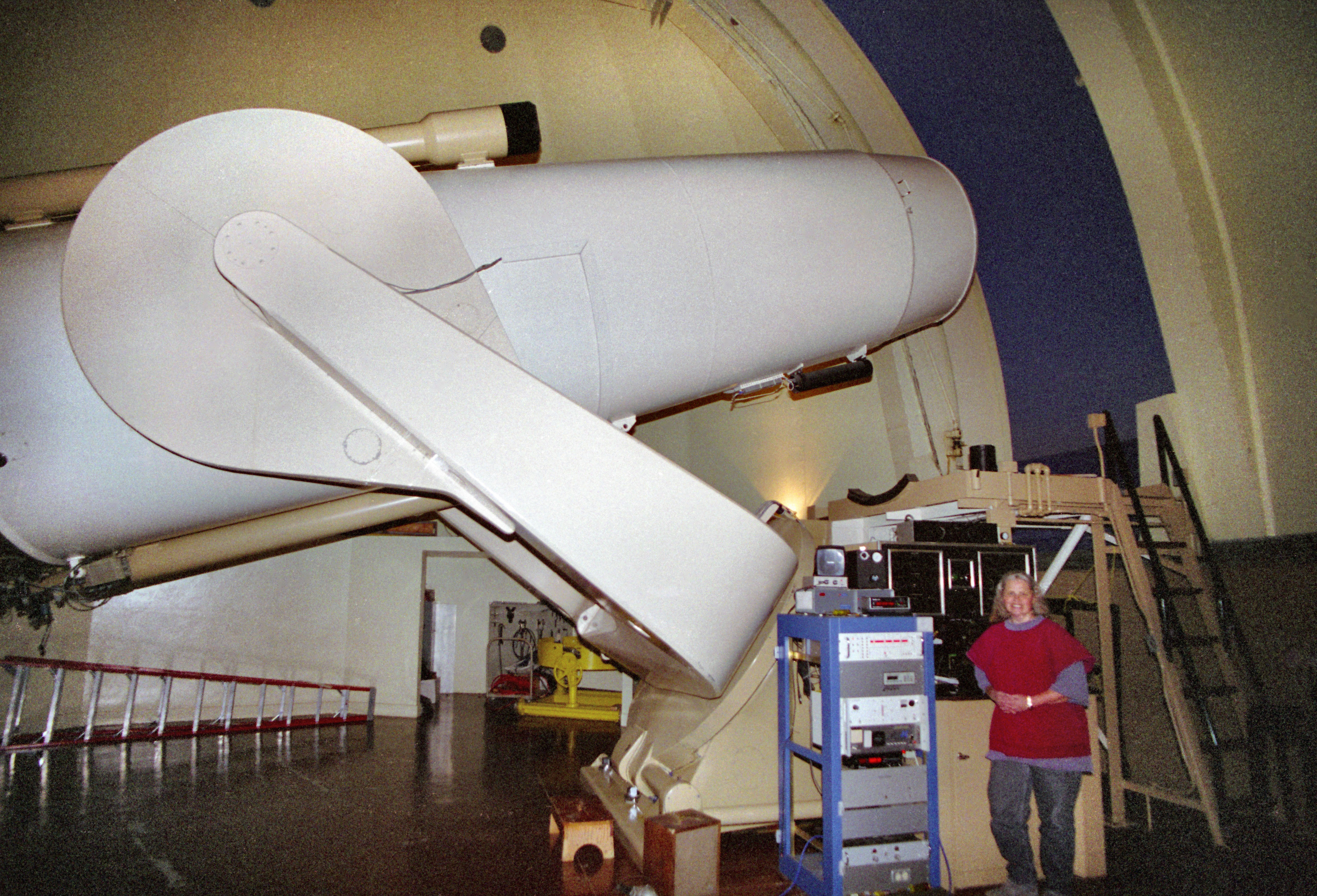
Astronoma Jean Mueller pozând cu Samuel Oschin Schmidt Telescope, de 122 cm
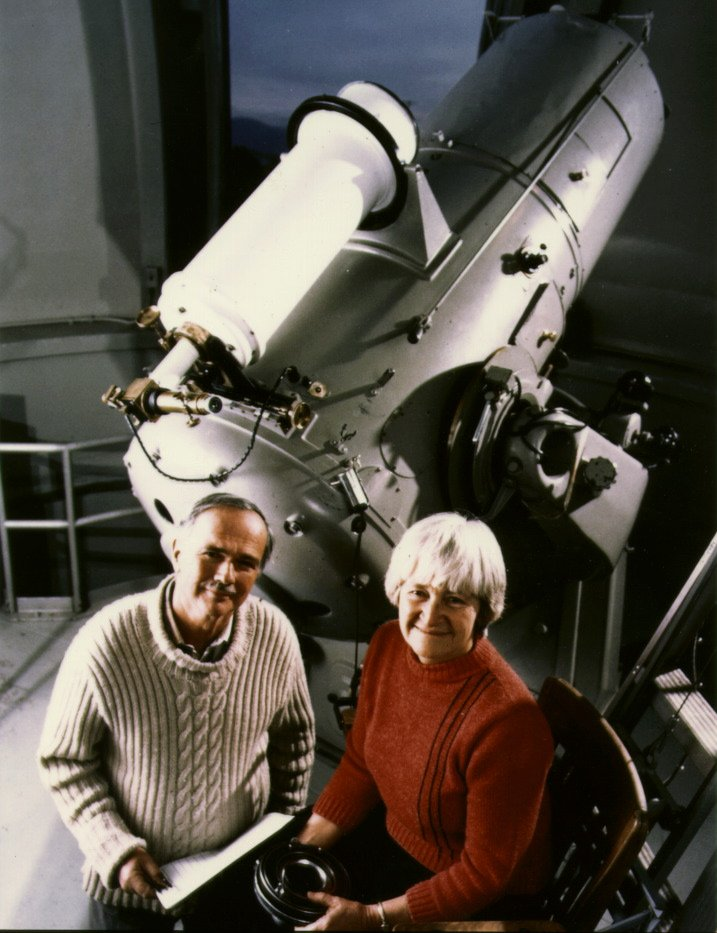
Eugene şi Carolyn Shoemaker. În planul din spate, telescopul lui Schmidt cu deschidere de 46 cm